# Galvsskorafjall
Galvsskorafjall è una montagna alta 768 metri sul mare situata sull'isola di Kunoy, ottava isola per grandezza dell'arcipelago delle Isole Fær Øer, amministrativamente parte della Danimarca.
È la diciottesima montagna, per altezza, dell'intero arcipelago, e la sesta, sempre per altezza, dell'isola.

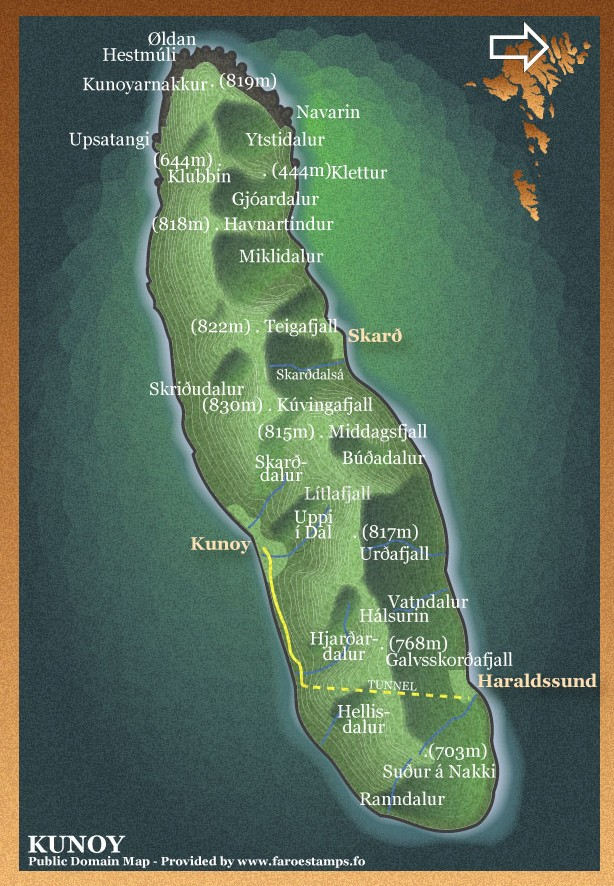
Isola di Kunoy, mappa delle località e delle alture